# الديمان
الديمان هي قرية لبنانية من قرى قضاء بشري في محافظة الشمال.
 وهي المقر الصيفي للبطركية المارونية في لبنان .